# Pohnpei

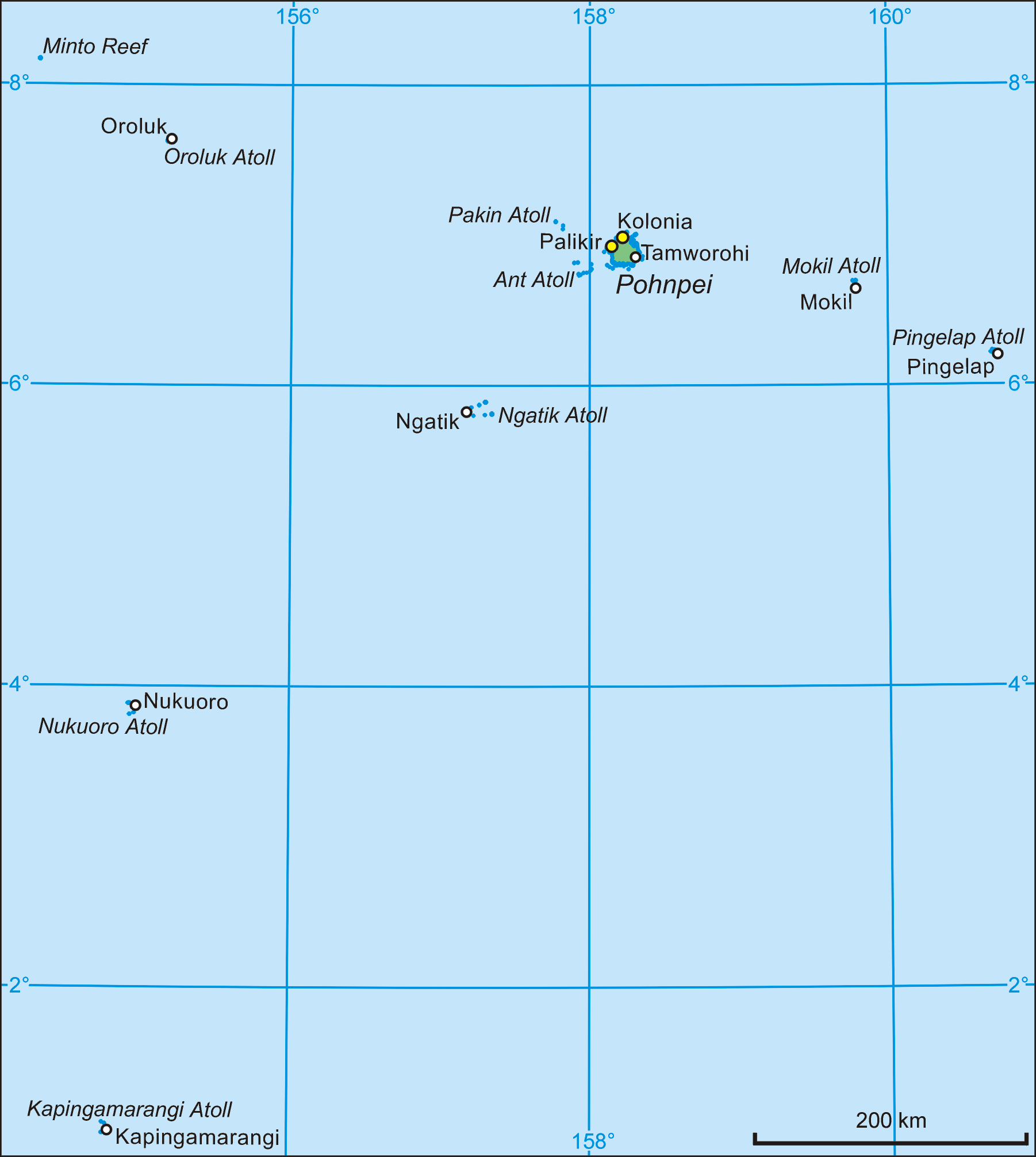
Mapa stanu

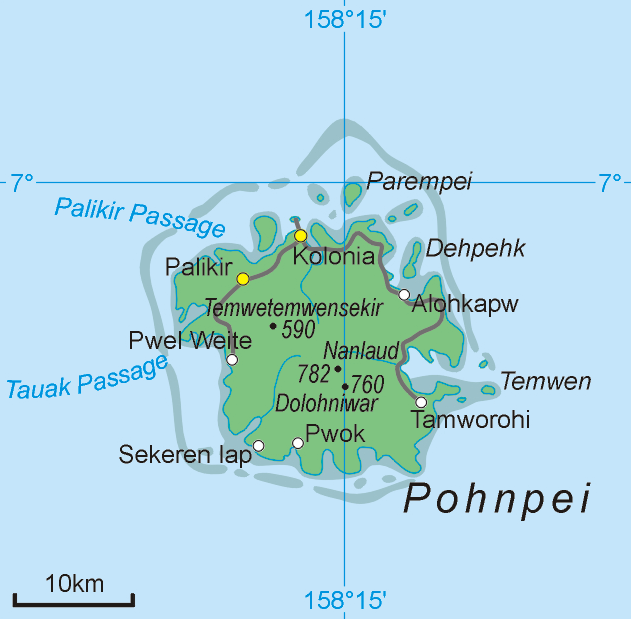
Mapa wyspy Pohnpei

Pohnpei (dawniej zwane Ponape; ang. Pohnpei State) – największy z czterech stanów wchodzących w skład Sfederowanych Stanów Mikronezji. Od zachodu graniczy ze stanem Chuuk, a od wschodu ze stanem Kosrae. Powierzchnia stanu to 372,2 km². Pod względem administracyjnym, stan dzieli się na 12 municypiów (gmin).

## Geografia
W skład stanu wchodzi wyspa Pohnpei i 8 atoli: Ant, Kapingamarangi, Mokil, Ngatik, Nukuoro, Oroluk, Pakin, Pingelap. Najwyższym wzniesieniem stanu, a zarazem całego kraju, jest Mount Nanlaud (782 m n.p.m.) znajdujący się na wyspie Pohnpei.

## Demografia
Stan zamieszkany jest przez ponad 36 tys. osób (według spisu z 2010 r.). Na wyspie znajduje się stolica kraju Palikir liczący ok. 5000, jednak stolicą stanu jest Kolonia (nie mylić ze stolicą stanu Yap o podobnej nazwie) licząca również ok. 5000 mieszkańców. 
Stan jest zróżnicowany etnicznie, a jego ludność posługuje się językami: pohnpei, kapingamarangi, mokil, ngatik, nukuoro, pingelap i angielskim. Poza tym na wyspie Pohnpei przebywają przybysze z innych stanów posługujący się własnymi językami (najwięcej z nich używa języków chuuk i mortlock). Najbardziej rozpowszechnione z tych języków to pohnpei (posługuje się nim ok. 27 tys. osób) i kapingamarangi (ok. 3000 osób), najmniej osób posługuje się zaś językiem ngatik – 700.